# Понтонный
Понто́нный — посёлок в России, внутригородское муниципальное образование в составе Колпинского района города федерального значения Санкт-Петербурга.

## География
Посёлок расположен на востоке Колпинского района, на левом берегу реки Невы.
Посёлок разделён железной дорогой на две части.
Параллельно железной дороге проходит улица Южная, часть автодороги 41К-121 («Петрозаводское шоссе»).

## История
Название посёлка происходит от расквартированного здесь по указу Петра I в 1712 году лагеря первой понтонной роты в количестве 36 человек, на вооружении которой находились жестяные понтоны голландского типа.
В 1911 году на уже действующем железнодорожном перегоне была открыта платформа Понтонная.
В 1912 году на Неве была открыта «Ижорская верфь», получившая позднее название Средне-Невский судостроительный завод.

## Демография
| 1939   | 1942  | 1945  | 1949  | 1959    | 1970    | 1979    | 1989    |
| ------ | ----- | ----- | ----- | ------- | ------- | ------- | ------- |
| 12 149 | ↘1224 | ↗2080 | ↗5590 | ↗14 781 | ↘13 810 | ↘12 149 | ↘10 895 |
| 2002   | 2010  | 2012  | 2013  | 2014    | 2015    | 2016    | 2017    |
| ↘9199  | ↘8291 | ↗8327 | ↗8573 | ↗8734   | ↗8828   | ↗8865   | ↗8912   |
| 2018   | 2019  | 2020  | 2021  | 2023    | 2025    |         |         |
| ↗9007  | ↗9105 | ↗9217 | ↘8596 | ↘8588   | ↗8603   |         |         |

## Экономика
Основные предприятия: АО «Средне-Невский судостроительный завод» (ранее Усть-Ижорская верфь) и ОАО «Усть-Ижорский фанерный комбинат» (УИФК). Ранее на территории посёлка располагался кирпичный завод «Красный Кирпичник».

## Достопримечательности
- Братская могила советских воинов, погибших в Великую Отечественную войну (ул. Судостроителей, воинское кладбище)  исторический памятник (региональный)  Объект культурного наследия № 7800528000№ 7800528000
- Корчминский мемориал (п. Корчмино ул. Садовая)
- Музей «Сыны Отечества» в школе № 400 имени Александра Невского (Волховстроевская ул., 14)
- Памятная доска на доме, где жил заслуженный кораблестроитель В. Е. Гаевский (Южная ул., 15)
- Памятный комплекс погибшим работникам УИФК (парк в Фанерном посёлке)
- Церковь «Ковчег» (музей Усть-Ижорского фанерного комбината)

Воинский мемориал в Понтонном
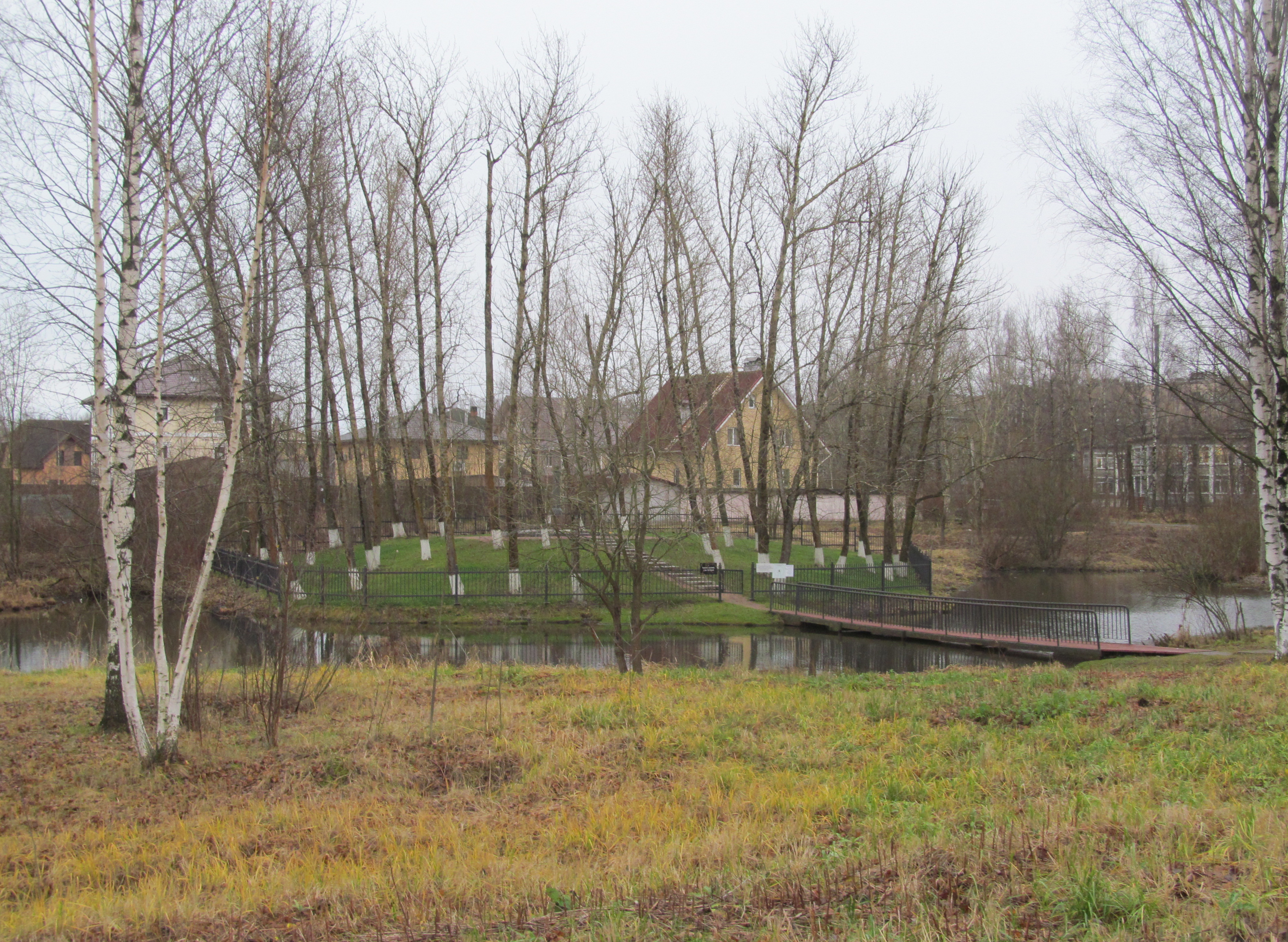
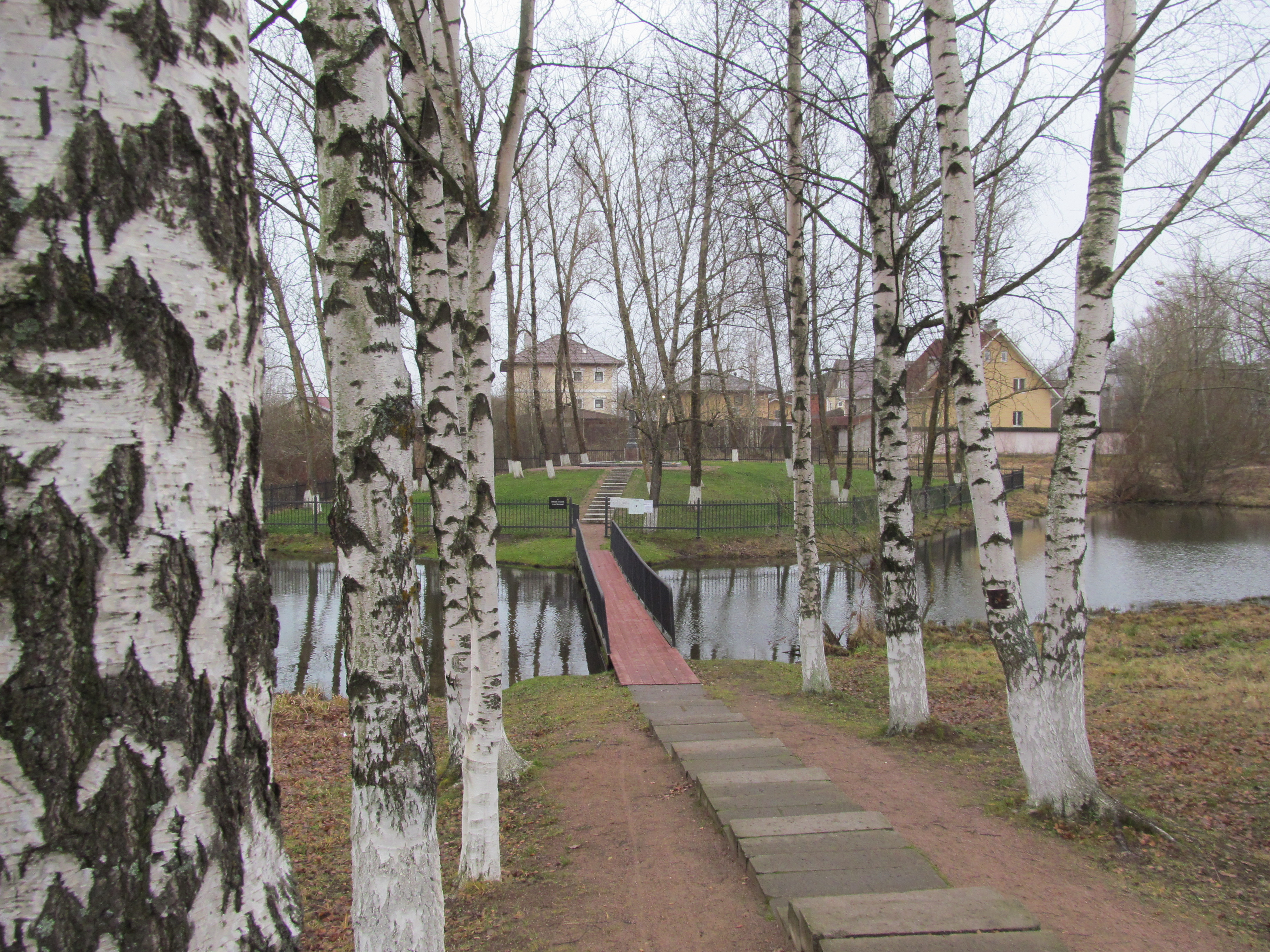

## Транспорт
- Имеется пассажирская железнодорожная платформа Понтонная на линии Санкт-Петербург — Мга . Электропоезда ходят по маршрутам Санкт-Петербург — Мга — Волховстрой — Тихвин и Санкт-Петербург — Мга — Кириши — Будогощь .
- Через посёлок проходят трассы автобусных маршрутов, связывающих его с Санкт-Петербургом, Колпином, Никольским, населёнными пунктами Кировского района Ленинградской области.
  - 189: станция метро «Пролетарская» — Сапёрный, мебельный комбинат
  - 328: станция метро «Рыбацкое» — Колпино, вокзал
  - 331: Колпино, Ленинградская улица — Понтонный, Первомайская улица
  - 332: Колпино, Заводской проспект — Сапёрный, мебельный комбинат
  - 335: Колпино, Ленинградская улица — Металлострой, НИИЭФА
  - 335а: Колпино, Ленинградская улица — Металлострой, ДК имени Маяковского
  - 336: Колпино, Заводской проспект — Корчмино
  - 440: станция метро «Рыбацкое» — Отрадное — Кировск — Шлиссельбург
  - 682: станция метро «Рыбацкое» — Никольское, Советский проспект